# Nyingchi
| Tibetische Bezeichnung                      |
| ------------------------------------------- |
| Tibetische Schrift: ཉིང་ཁྲི་ས་ཁུལ་              |
| Wylie-Transliteration: nying khri sa khul   |
| Offizielle Transkription der VRCh: Nyingchi |
| THDL-Transkription: Nyingtri                |
| Andere Schreibweisen: Nyingthri             |
| Chinesische Bezeichnung                     |
| Traditionell: 林芝市                        |
| Vereinfacht: 林芝市                         |
| Pinyin:Línzhī Shì                           |

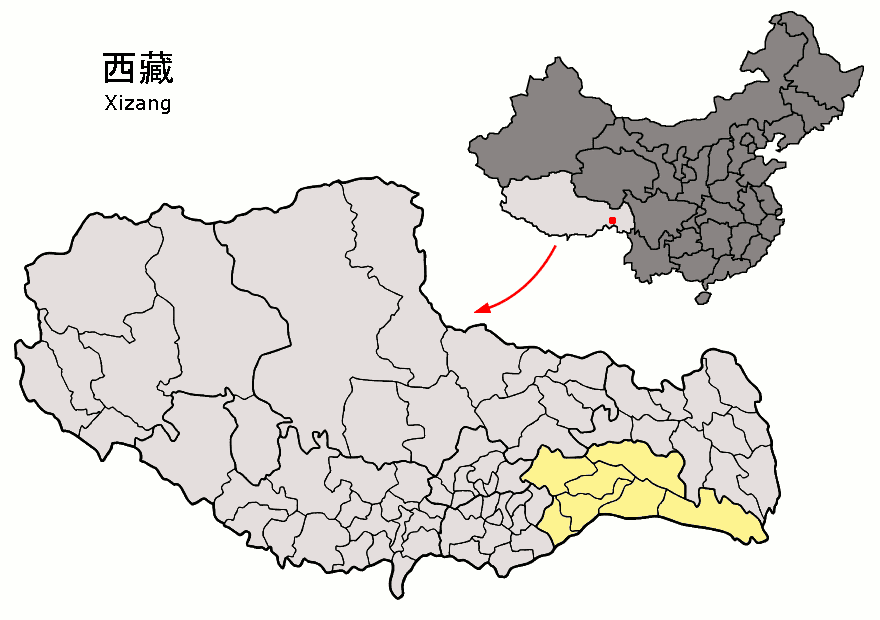
Lage von Nyingchi (gelb) in Tibet (hellgrau)

Nyingchi (tibetisch: ཉིང་ཁྲི་ས་ཁུལ་, Nyingthri, Umschrift nach Wylie: nying khri sa khul; chinesisch: 林芝市, Línzhī shì) ist eine bezirksfreie Stadt im Südosten des Autonomen Gebiets Tibet in der Volksrepublik China. Sie hat eine Fläche von 114.522 km² und 238.936 Einwohner (Stand: Zensus 2020).

## Administrative Gliederung
Der Regierungsbezirk Nyingchi wurde im Oktober 1959 gebildet. 1964 wurde er der direkten Verwaltung aus Lhasa unterstellt. 1986 wurde wieder ein eigenes Verwaltungszentrum geschaffen. Am 9. Oktober 2005 wurde die Bezirksregierung von Nyingchi nach Bayi (八一镇) verlegt. Am 18. März 2015 wurde der Regierungsbezirk Nyingchi aufgelöst und auf seinem Gebiet die bezirksfreie Stadt Nyingchi gegründet.

## Verkehr
Mit der Sichuan-Tibet-Bahn hat die Stadt 2021 einen Anschluss an das chinesische Eisenbahnnetz bekommen
| Name                | Tibetisch      | Wylie                    | Chinesisch | Pinyin             | Fläche     | Einwohnerzahl (Stand: Zensus 2020) |
| ------------------- | -------------- | ------------------------ | ---------- | ------------------ | ---------- | ---------------------------------- |
| Stadtbezirk Bayi    | བྲག་ཡིབ་གྲོང་ཆུས།   | brgyad gcig              | 巴宜区     | Bāyí Qū            | 8.545 km²  | 84.254                             |
| Kreis Gongbo'gyamda | ཀོང་པོ་རྒྱ་མདའ་རྫོང་ | kong po rgya mda' rdzong | 工布江达县 | Gōngbùjiāngdá Xiàn | 12.999 km² | 32.874                             |
| Kreis Mainling      | སྨན་གླིང་རྫོང་      | sman gling rdzong        | 米林县     | Mǐlín Xiàn         | 9.468 km²  | 26.176                             |
| Kreis Mêdog         | མེ་ཏོག་རྫོང་       | me tog rdzong            | 墨脱县     | Mòtuō Xiàn         | 6.371 km²  | 14.889                             |
| Kreis Bomê          | སྤོ་མེས་རྫོང་       | spo mes rdzong           | 波密县     | Bōmì Xiàn          | 16.667 km² | 34.858                             |
| Kreis Zayü          | རྫ་ཡུལ་རྫོང་       | rdza yul rdzong          | 察隅县     | Cháyú Xiàn         | 19.537 km² | 28.237                             |
| Kreis Nang Dzong    | སྣང་རྫོང་         | snang rdzong             | 朗县       | Lǎng Xiàn          | 4.097 km²  | 17.648                             |

## Konflikt mit Indien
Teile der Kreise Mêdog und Zayü in Nyingchi sowie Teile des Kreises Cona und der Süden des Kreises Lhünzê im Regierungsbezirk Shannan werden von der chinesischen Regierung als Teil ihres Territoriums betrachtet, sind aber de facto unter der Kontrolle Indiens, wo diese Gebiete zum Bundesstaat Arunachal Pradesh gezählt werden.
Der Konflikt geht auf die Shimla-Konvention von 1914 zurück und führte im Oktober/November 1962 zu einem indisch-chinesischen Grenzkrieg.